# Тарч
Тарч (від нім. Tartsche, можливе через пол. tarcza) — щит пізнього Середньовіччя, який прикривав половину грудей та ліве плече лицаря. Частіше був цільнометалевим. Як окремий тип його виділяють не всі дослідники.

## Історія
Тарч є розвитком праскоподібного (трикутного) щита. Поява міцних обладунків робила великі щити непотрібними, до того ж лицарі завжди прагнули звільнити ліву руку, яка була необхідна для управління конем.